# Ice (serie televisiva)
Ice è una serie televisiva statunitense creata da Rober Munic.
La serie è stata ordinata il 2 agosto 2016 ed è stata trasmessa su Audience dal 16 novembre 2016. Il progetto è stato originariamente ordinato nel 2014 ma è stato abbandonato per motivi creativi.
Il 16 giugno 2017, la serie è stata rinnovata per una seconda stagione.
Il 31 luglio 2018 la cancellazione della serie viene confermata tramite un commento da parte della pagina ufficiale della serie su Facebook.

## Trama
La serie segue la vita di una famiglia di commercianti di diamanti di Los Angeles chiamata Green & Green Diamond, dopo i recenti eventi in cui uno dei figli dei patriarchi ha ucciso un importante commerciante di diamanti, mentre il fratellastro deve salvarlo e salvare l'azienda di famiglia.

## Episodi
| Stagione         | Episodi | Prima TV originale | Prima TV Italia |
| ---------------- | ------- | ------------------ | --------------- |
| Prima stagione   | 10      | 2016-2017          | inedita         |
| Seconda stagione | 10      | 2018               | inedita         |

## Personaggi e interpreti
- Freddy Green, interpretato da Jeremy Sisto.
- Jake Green, interpretato da Cam Gigandet.
- Isaac Green, interpretato da Raymond J. Barry.
- Cam Rose, interpretato da Ray Winstone.
- Ava Green, interpretata da Audrey Marie Anderson.
- Pieter Van De Bruin, interpretato da Donald Sutherland.
- Lala Agabaria, interpretata da Ella Thomas.
- Carlos Vega, interpretato da Ray Gallegos.
- Willow Green, interpretata da Chloe East (stagione 1) e Jocelyn Hudon (stagione 2).[6]
- Lady Rah, interpretato da Judith Shekoni.